# Estrella variable Delta Scuti
Las estrellas variables Delta Scuti o cefeidas enanas son un tipo de estrellas variables que muestran variaciones en su luminosidad debidas a pulsaciones radiales y no-radiales de su superficie. Las fluctuaciones típicas de brillo son de 0,003 a 0,9 magnitudes en la banda V en períodos de unas pocas horas, aunque la amplitud y el período de las fluctuaciones pueden variar mucho. Se pueden considerar cefeidas de baja masa, pero a diferencia de estas tienen múltiples períodos de pulsación superpuestos, lo que da como resultado una curva de luz compleja. Son estrellas de Población I de la secuencia principal, subgigantes o gigantes, de tipo espectral A0 a F6.
El prototipo de estas variables es Delta Scuti, cuya magnitud aparente oscila entre +4,60 y +4,79 en un período principal de 4,65 horas.
Están muy relacionadas con las estrellas variables SX Phoenicis y las variables AI Velorum. Estas últimas presentan mayores amplitudes —en torno a 1,2 magnitudes— y un período entre 1 y 5 horas.

## Principales variables Delta Scuti
| Nombre   | Denominación de Bayer  | Tipo espectral | Magnitud aparente máxima | Amplitud de la variación (magnitudes) | Período (días) |
| -------- | ---------------------- | -------------- | ------------------------ | ------------------------------------- | -------------- |
| Vega     | Alfa Lyrae             | A0 V           | -0,02                    | 0,07                                  | 0,19           |
| Caph     | Beta Cassiopeiae       | F2 III-IV      | 2,25                     | 0,06                                  | 0,1043         |
|          | Rho Puppis             | F6 IIp         | 2,68                     | 0,19                                  | 0,14088        |
| Seginus  | Gamma Bootis           | A7 III         | 3,02                     | 0,05                                  | 0,2903         |
| Pherkad  | Gamma Ursae Minoris    | A3 II-III      | 3,04                     | 0,05                                  | 0,1430         |
|          | Theta2 Tauri           | A7 III         | 3,35                     | 0,07                                  | 0,0756         |
|          | Tau Cygni              | F0 IV          | 3,65                     | 0,10                                  | -              |
|          | Ípsilon Ursae Majoris  | F2 IV          | 3,68                     | 0,18                                  | 0,1327         |
|          | Gamma Coronae Borealis | A0 IV          | 3,8                      | 0,06                                  | 0,03           |
|          | Rho1 Sagittarii        | F0 IV-V        | 3,9                      | 0,04                                  | 0,05           |
| Phicares | Épsilon Cephei         | F0 IV          | 4,15                     | 0,06                                  | 0,0412         |
|          | Delta Serpentis        | F0 IV          | 4,23                     | 0,04                                  | 0,134          |
|          | Delta Delphini         | F0 IV          | 4,38                     | 0,11                                  | -              |
|          | Delta Scuti            | F3 IIIp        | 4,6                      | 0,19                                  | 0,19377        |

Fuente: Variables of δ Scuti type (The Bright Star Catalogue)